# Musée de Lisbonne
Le Museu de Lisboa (en portugais pour Musée de Lisbonne) est un réseau de musées situés à Lisbonne, et consacré à l'histoire de la ville, de la préhistoire à nos jours. Le musée est installé dans divers bâtiments, notamment le palais Pimenta à Campo Grande, la Praça do Comércio à la Baixa et la Casa dos Bicos à Alfama, entre autres.

## Histoire

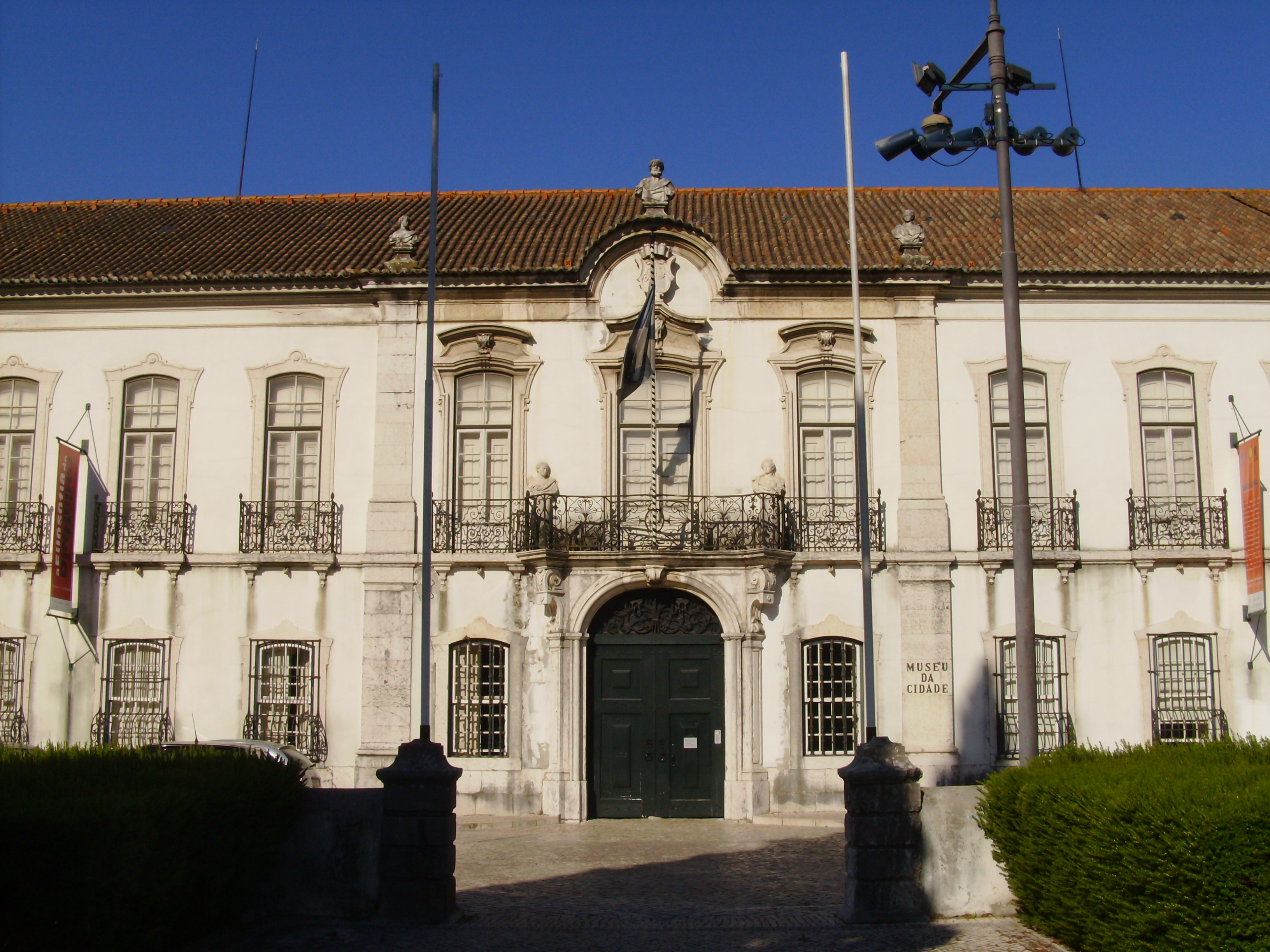
Palais Pimenta à Campo Grande.

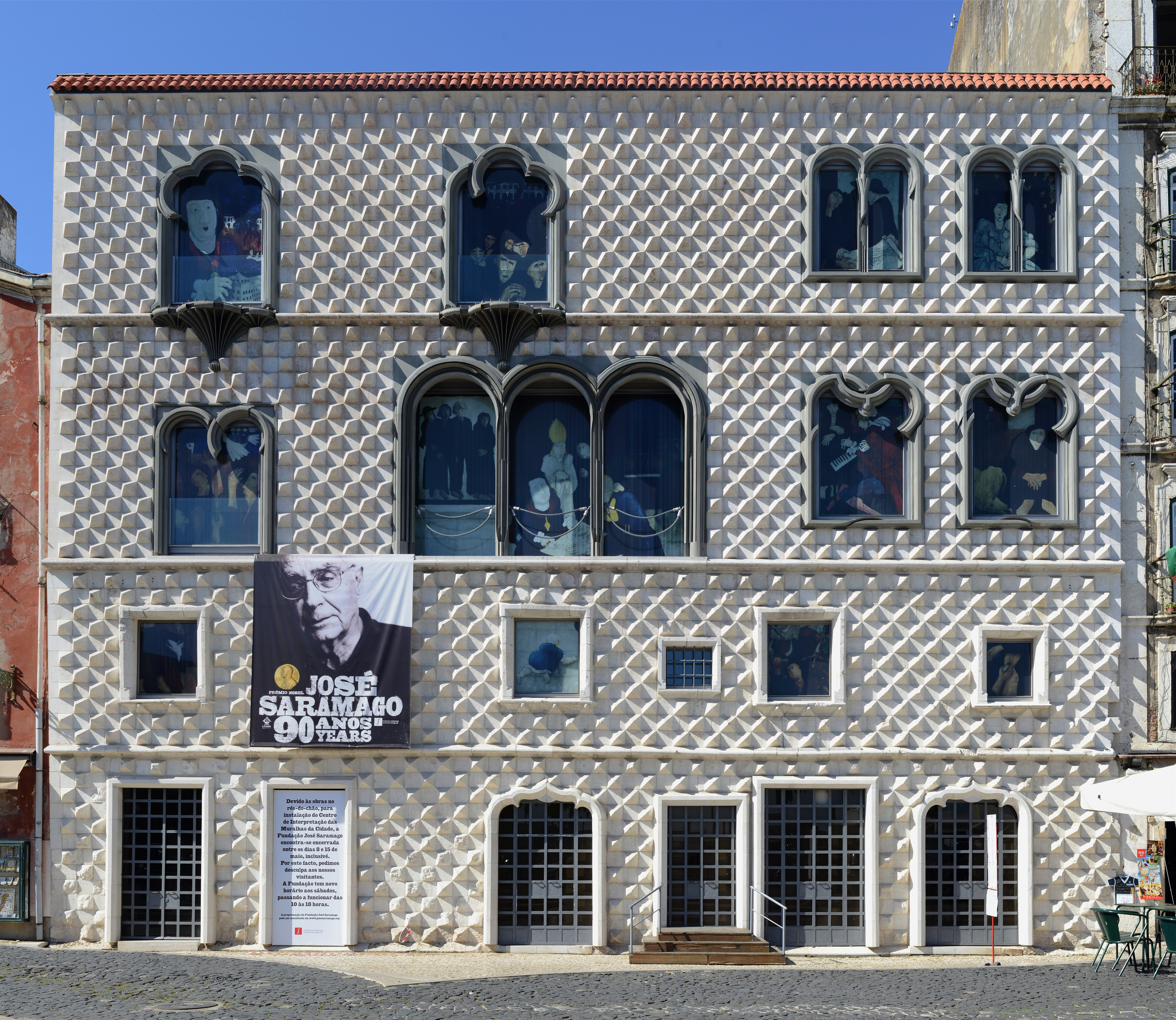
Casa dos Bicos à Alfama.

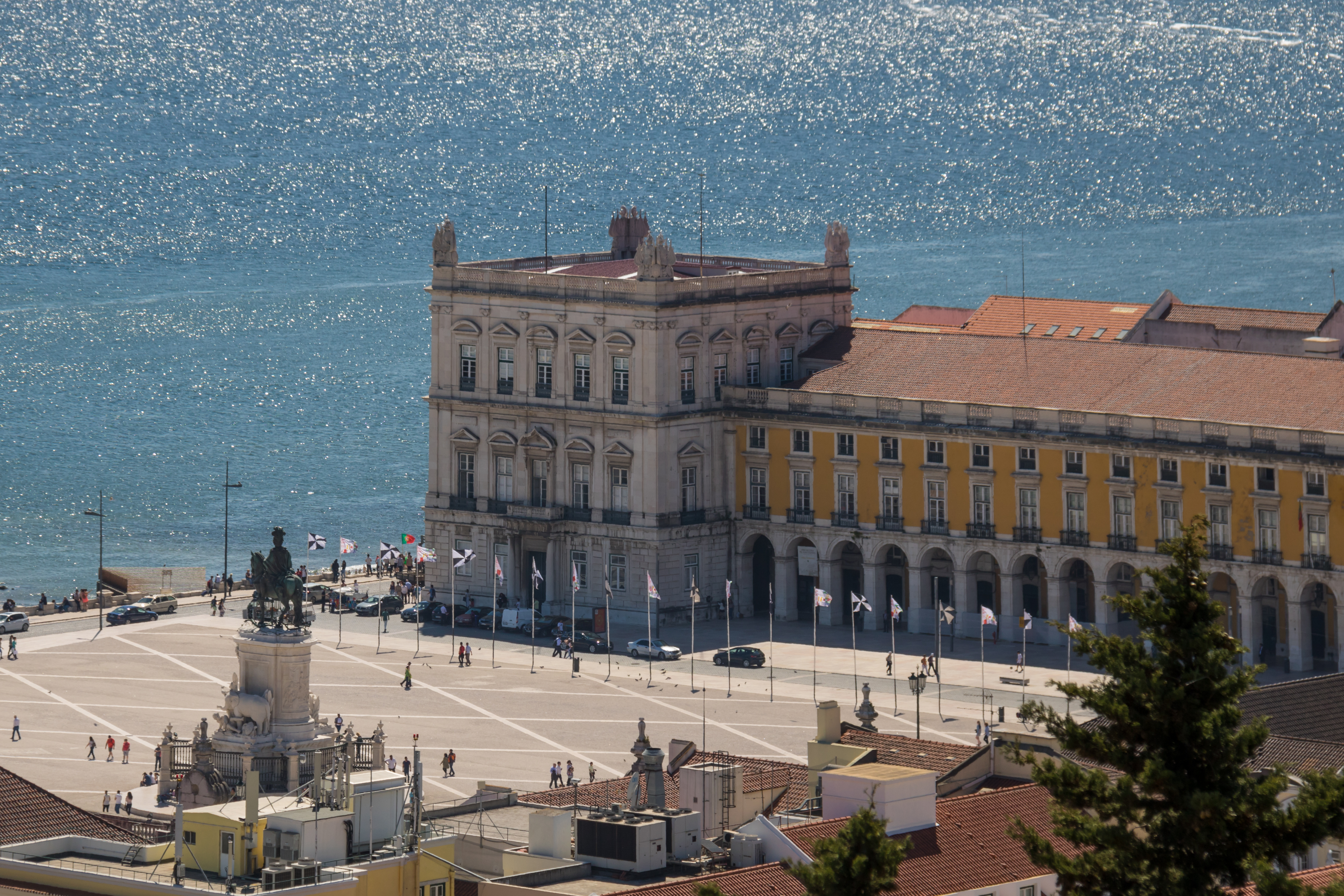
La tour ouest de la Praça do Comércio abrite l'emplacement du Museu de Lisboa dans le quartier de la Baixa.

La création d'un musée municipal pour Lisbonne a été proposée pour la première fois en 1909, par les membres républicains du Sénat de Lisbonne, alors dominés par les monarchistes, mais aucune mesure n'a été prise.
En 1930, la ville achète le Palácio da Mitra, une ancienne résidence du patriarche de Lisbonne, afin d'équiper le palais pour abriter un musée municipal. À la suite des rénovations du palais, le Museu da Cidade (Musée de la ville) a ouvert ses portes en 1942, sous la direction du conservateur Mário Tavares Chicó.
En 1962, le musée a acheté le palais de Pimenta pour lui servir de siège, en raison de son emplacement plus central et de ses installations plus grandes. Cependant, le musée n'a inauguré les nouvelles installations du palais Pimenta qu'en 1979, après plus d'une décennie de rénovations.
En 2009, une nouvelle direction muséologique pour le musée a été formulée, ainsi qu'un nouveau plan directeur, qui a abouti à la transformation du Museu da Cidade (Musée de la ville) en Museu de Lisboa (Musée de Lisbonne), en 2015. De même, la nouvelle direction muséologique a décentralisé le musée et conduit à la création de multiples pôles du musée à travers la ville.

## Emplacements
Le Museu de Lisboa occupe actuellement les emplacements suivants :
- Palais Pimenta (emplacement central du musée)
- Casa dos Bicos à Alfama
- Église de Santo António à Alfama
- Praça do Comércio dans la Baixa de Lisbonne
- Théâtre romain de Lisbonne
- Galeries romaines de la Rua da Prata

## Collections
Le Museu de Lisboa possède une vaste collection de peintures, sculptures, cartes, documents historiques et autres objets d'art.

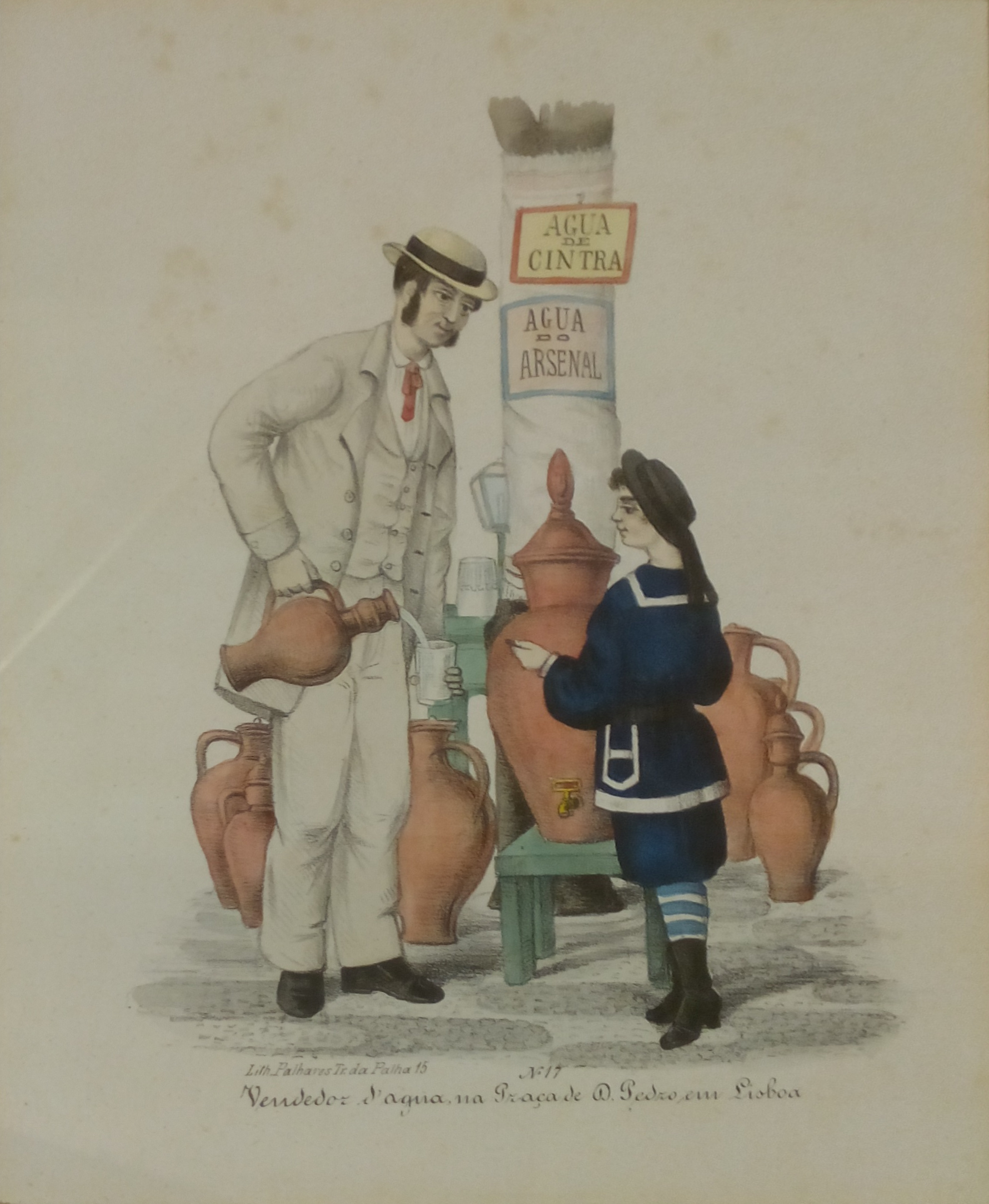
Vendeur d'eau sur la place Rossio, 1877.
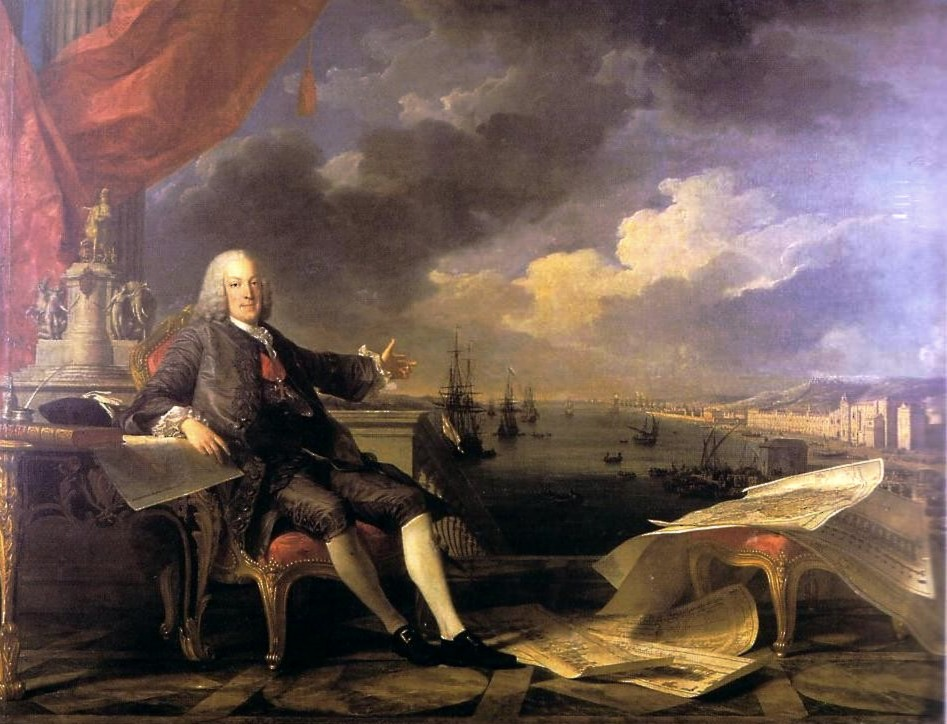
Sebastião José de Carvalho e Melo, 1er marquis de Pombal par Louis-Michel van Loo
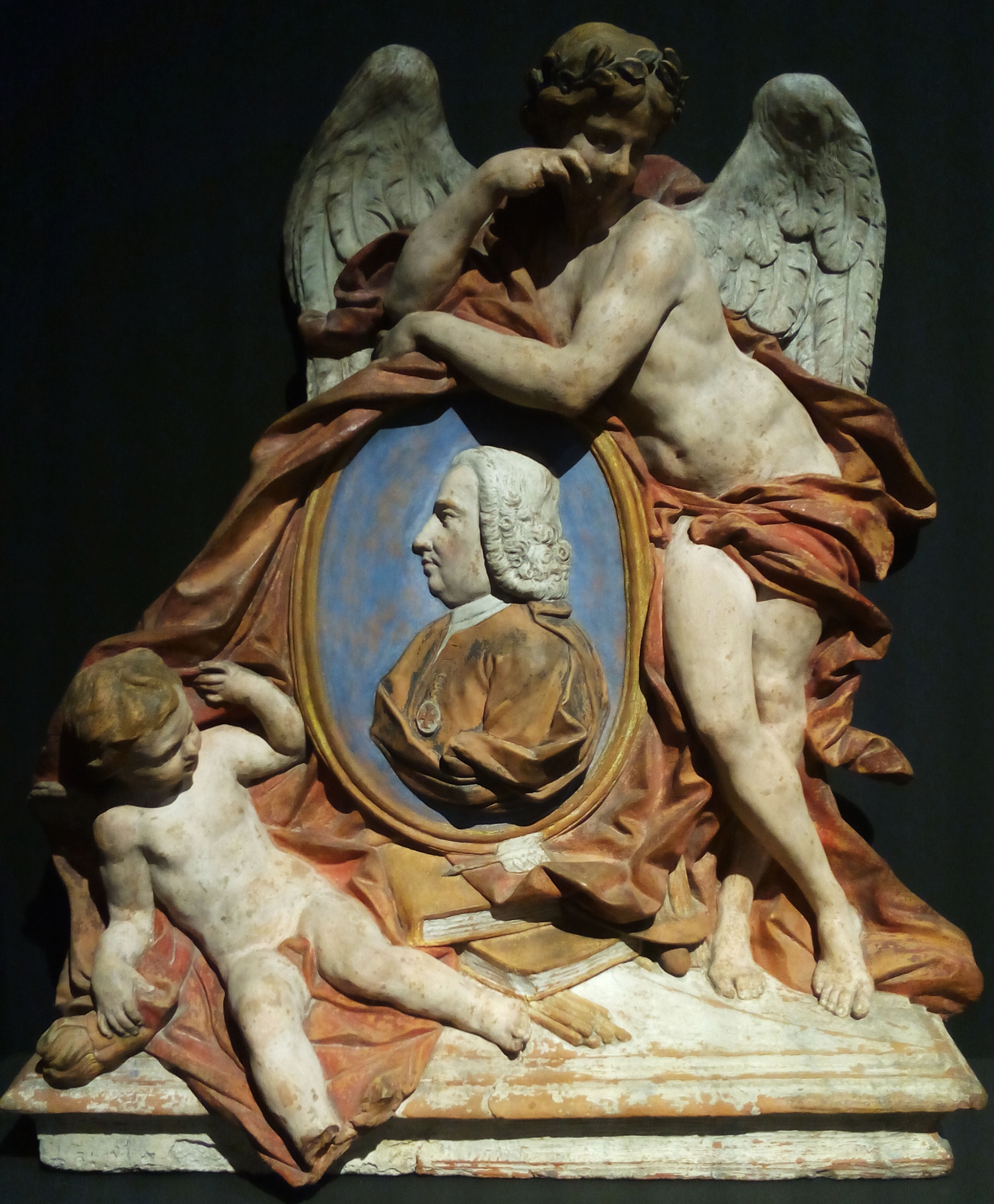
Buste de Manuel Pereira de Sampaio par Filippo della Valle
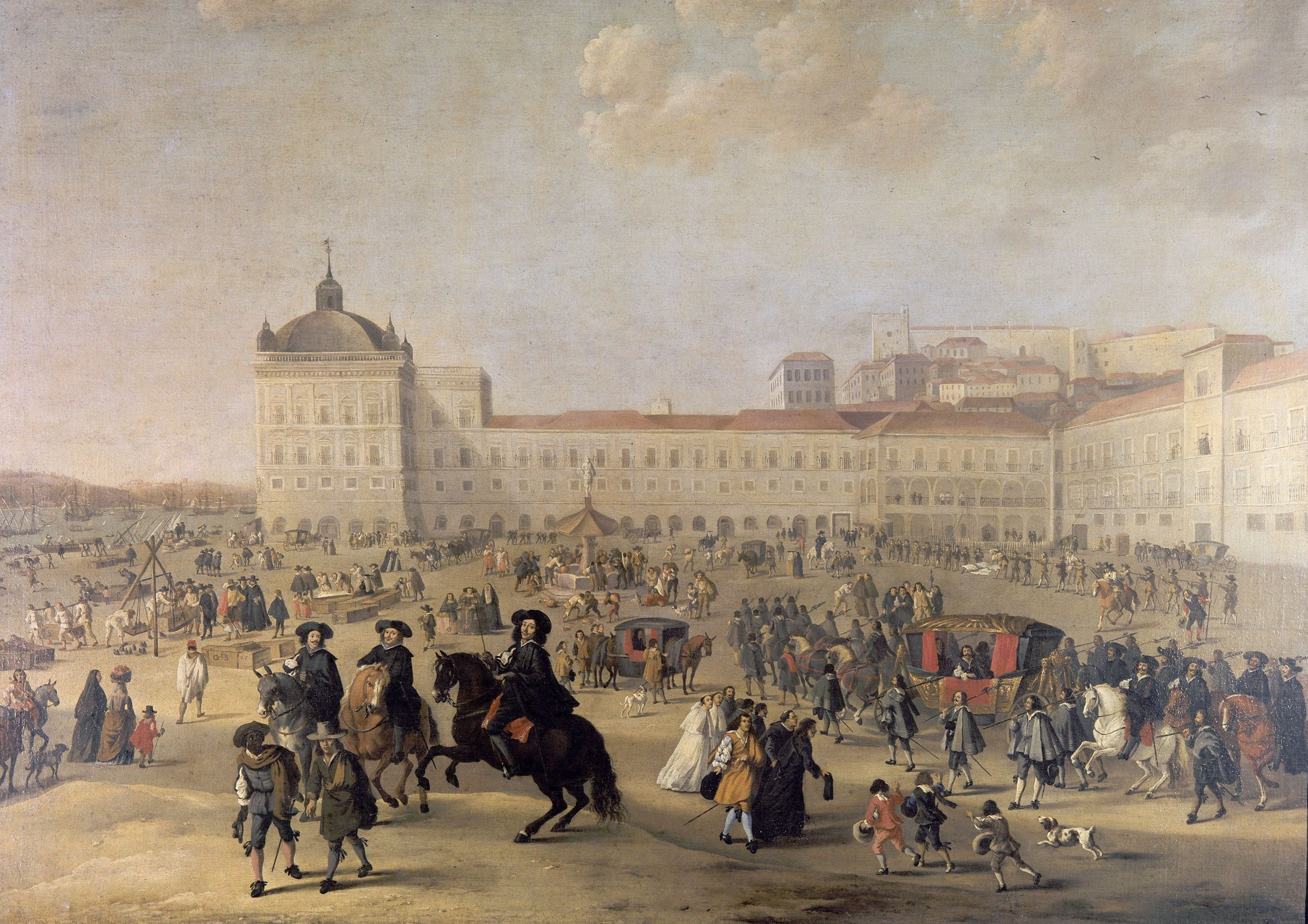
Terreiro do Paço de Dirk Stoop
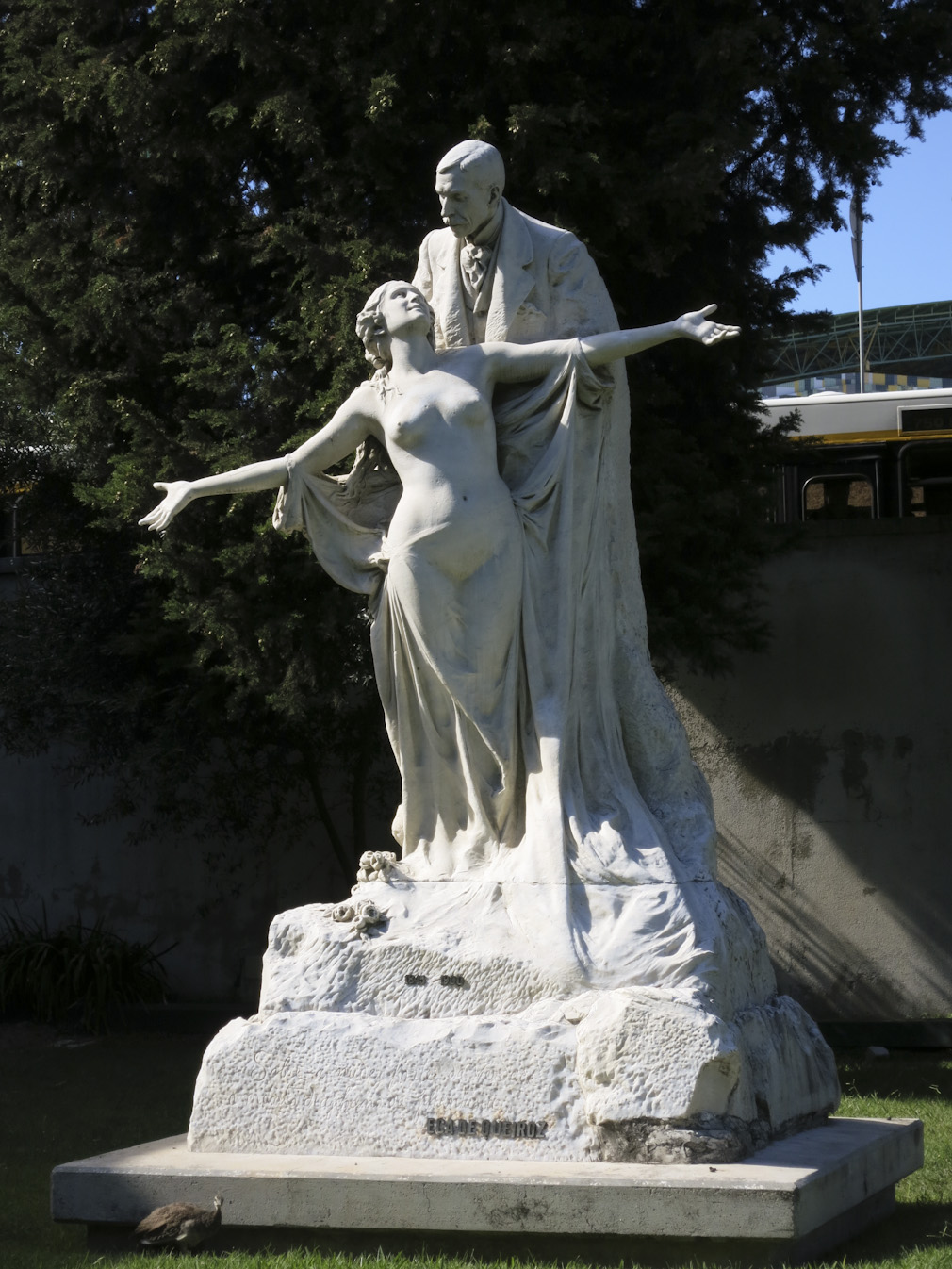
Monument à Eça de Queiroz
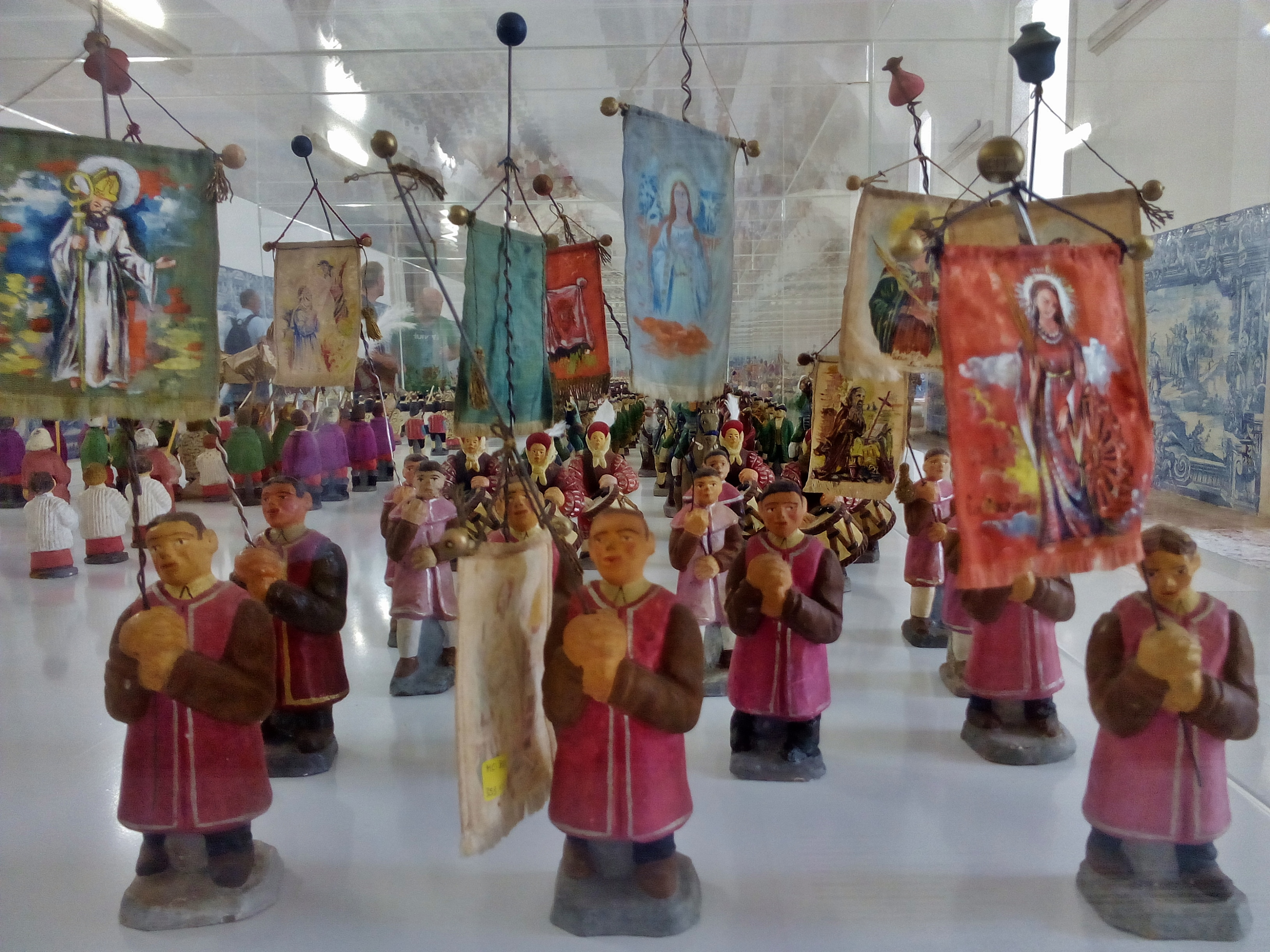
Procession des figurines du Corpus Christi (XVIIIe siècle)
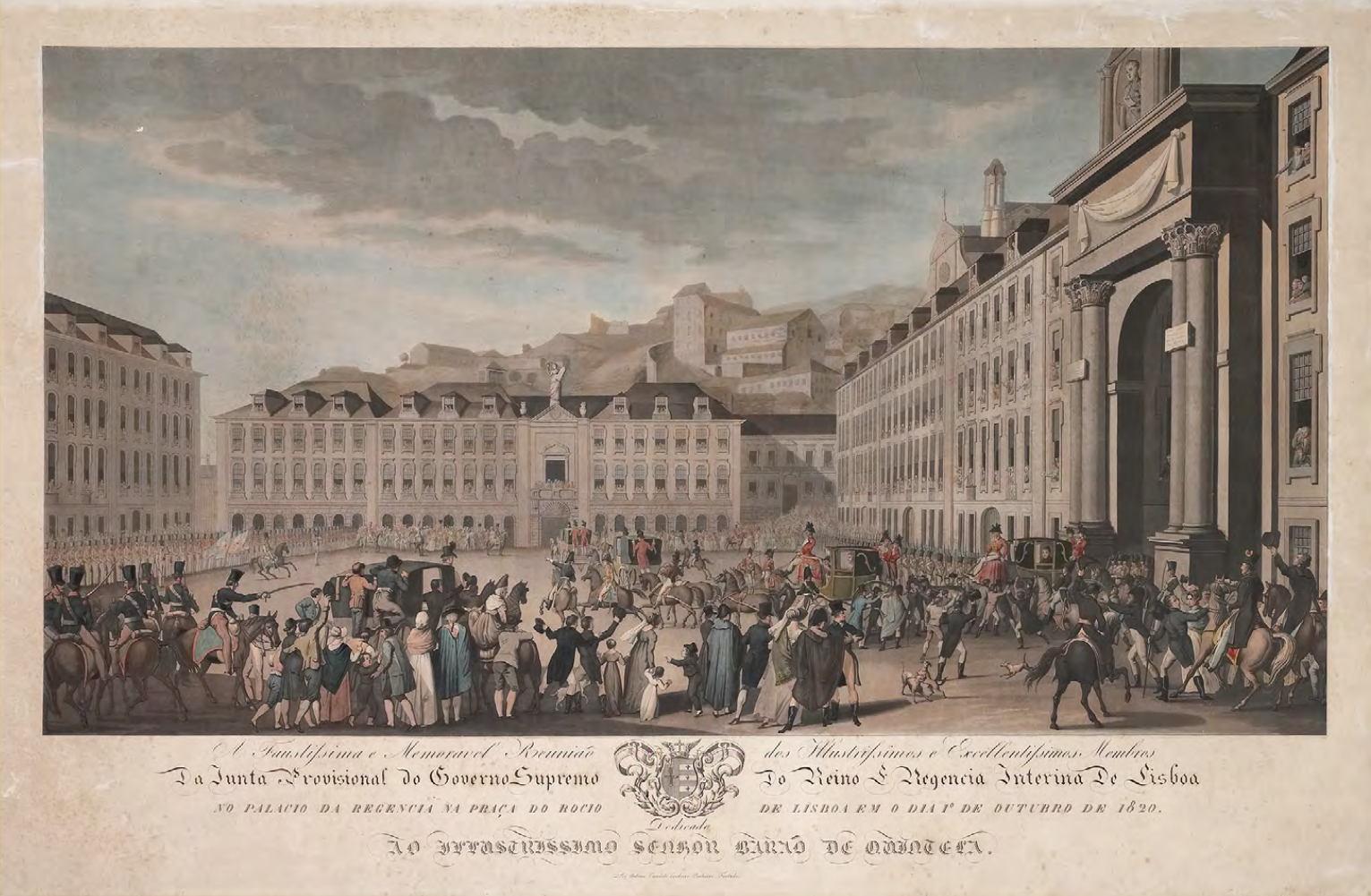
Arrivée de la Régence à Lisbonne par António Cândido Cordeiro Pinheiro Furtado